# Station Rio di Pusteria Mühlbach
Station Rio di Pusteria Mühlbach is een spoorwegstation aan de Pustertalspoorlijn in de gemeente Mühlbach (Italië-Zuid-Tirol).
De stationsnaam wordt volgens de regels van Trenitalia in het Italiaans aangegeven, gevolgd door het Duits als lokale taal.

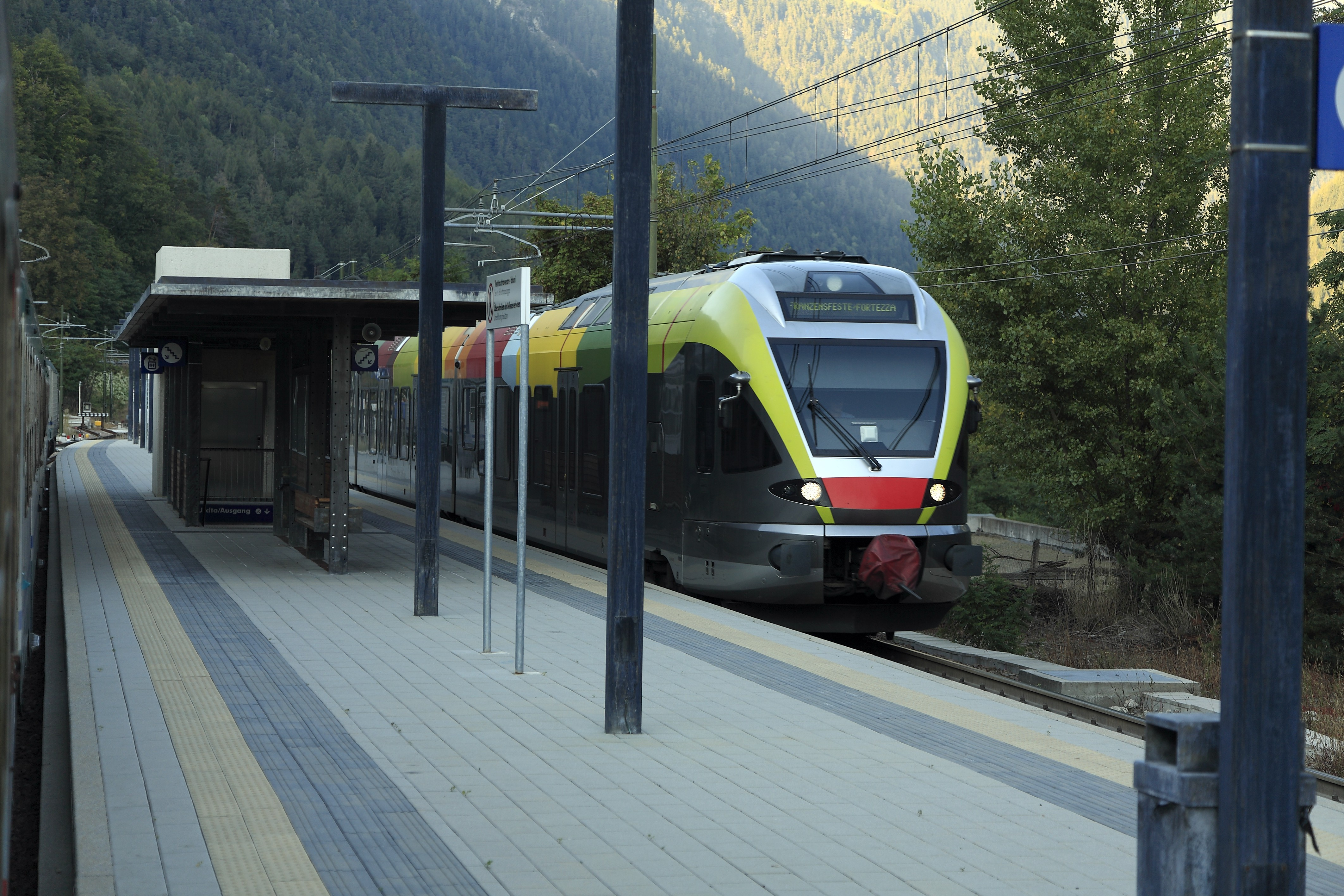
Een Stadler Flirt aan het station